# Heda Margoliová-Kovályová
Heda Margoliová–Kovályová, známá též jako Heda Margolius Kovály (15. září 1919 Praha – 5. prosince 2010 Praha) byla česká spisovatelka a překladatelka.

## Život
Narodila se v Praze do rodiny Ervína a Marty Blochových. Ervín Bloch byl finanční ředitel ve Waldes Koh-i-noor v Praze. Začátkem okupace se provdala za JUDr. Rudolfa Margolia a společně se svými rodiči a manželem byla transportována do Lodže v roce 1941. V roce 1944 byli přesunuti do Osvětimi, kde Blochovi zahynuli. Ona sama byla přemístěna na práci do Christianstadtu a později uprchla do Prahy při pochodu smrti do Bergen-Belsenu. Po 2. světové válce se s manželem shledala v Praze. Pracovala jako grafička pro nakladatelství Symposion a později Rovnost a další nakladatelství. Rudolf Margolius se stal náměstkem ministra zahraničního obchodu a v roce 1952 byl zatčen a odsouzen k smrti v procesu se Slánským. V roce 1955 se znovu provdala za Pavla Kovályho (1928–2006), profesora filosofie.
Heda proti procesu se Slánským několikrát protestovala u československých úřadů i u úřadu prezidentů republiky. V roce 1966 propašovala z Československa Pavlu Tigridovi do Paříže tajný rozsudek československého nejvyššího soudu o úplném zrušení procesu a jeho obžaloby, který Tigrid v roce 1967 publikoval jako přílohu svého časopisu Svědectví.
Začala překládat knihy z němčiny, angličtiny a francouzštiny od známých autorů jako Arnold Zweig, H. G. Wells, Raymond Chandler, Philip Roth, Saul Bellow, John Steinbeck, Agatha Christie, Arnold Bennett, William Golding, Arthur Miller, Heinrich Böll, Muriel Spark, Francis Chichester a dalších. Po invazi v roce 1968 odešla do Spojených států amerických a pracovala jako knihovnice v Harvard Law School Library v Cambridge, Massachusetts. V této době napsala a vydala v exilu svojí autobiografii Na vlastní kůži (1973), která pak vyšla v mnoha překladech a o které napsal Vít Machálek, že je jednou z nejsilnějších českých knih dvacátého století. V České republice byla vydána v letech 1992, 2003 a 2012. V roce 1985 Index v Kolíně nad Rýnem vydal její novelu Nevina, která vyšla znovu v roce 2013 v Mladé frontě. Anglické vydání vyšlo v Soho Press v New Yorku v červnu 2015. 
Jan Zábrana napsal: „Heda Kovályová byla opravdu jedna z nejlepších překladatelek z angličtiny, které v Čechách od sklonku padesátých do počátku sedmdesátých let praktikovaly. Překládala chytře, svěže, nápaditě, mělo to plynulý tah prózy, vlastní šťávu."
V roce 1996 se vrátila natrvalo do Prahy, kde v roce 2010 po dlouhé nemoci zemřela. Je pochována na Novém židovském hřbitově na Žižkově v hrobě rodiny Margoliové. Helena Třeštíková s ní v roce 2001 natočila pro Českou televizi dokumentární film Hitler, Stalin a já. V roce 2015 vydala Mladá fronta text celého rozhovoru jako knihu pod názvem Hitler, Stalin a já: Ústní historie 20. století.